# Łotysze
Łotysze (łot. latvieši) – naród bałtycki, stanowiący większość (około 62%) ludności Łotwy posługujący się językiem łotewskim.
Współczesny naród łotewski powstał z połączenia ugrofińskiego plemienia Liwów z  bałtyckimi plemionami Zemgalów, Zelów, Kurów i Łatgalów, od których pochodzi nazwa Łotwy.
Kultura Łotyszy posiada silne wpływy kultur niemieckiej i skandynawskiej z uwagi na setki lat niemieckiego i skandynawskiego (głównie szwedzkiego) panowania, dominacji i osadnictwa na terenie całej Łotwy. Łotysze ze wschodniej części kraju posiadają także wpływy kultur słowiańskich (polskiej, rosyjskiej).
Łotysze posługują się językiem łotewskim z grupy bałtyckiej języków indoeuropejskich.
Na Łotwie mieszka ok. 1,4 miliona Łotyszy. Większość z nich wyznaje protestantyzm (luteranizm). Katolicyzm przeważa na wschodzie kraju (Łatgalia). Duży jest również odsetek osób bezwyznaniowych.
Łotysze, z uwagi na wcześniejszą politykę ZSRR, stanowią na terenie Łotwy tylko nieco ponad połowę mieszkańców. Od maja 1940 roku rozpoczęła się radziecka okupacja Łotwy, i w okresie tym w kraju osiedliło się wielu Rosjan (a także pewna liczba Ukraińców i Białorusinów), którzy w większości pozostali tam do dziś. Ponieważ wielu z nich nie zasymilowało się z rodzimą ludnością (nawet nie nauczyło się języka łotewskiego), rząd Łotwy  nie przyznał im obywatelstwa, pomimo że wielu z nich urodziło się już na terytorium Łotwy. Kwestia nieprzyznania obywatelstwa łotewskiego wielu zamieszkującym ten kraj Rosjanom jest przedmiotem sporów dyplomatycznych. Podobny problem z poradziecką mniejszością rosyjską występuje w Estonii, w mniejszym stopniu na Litwie.

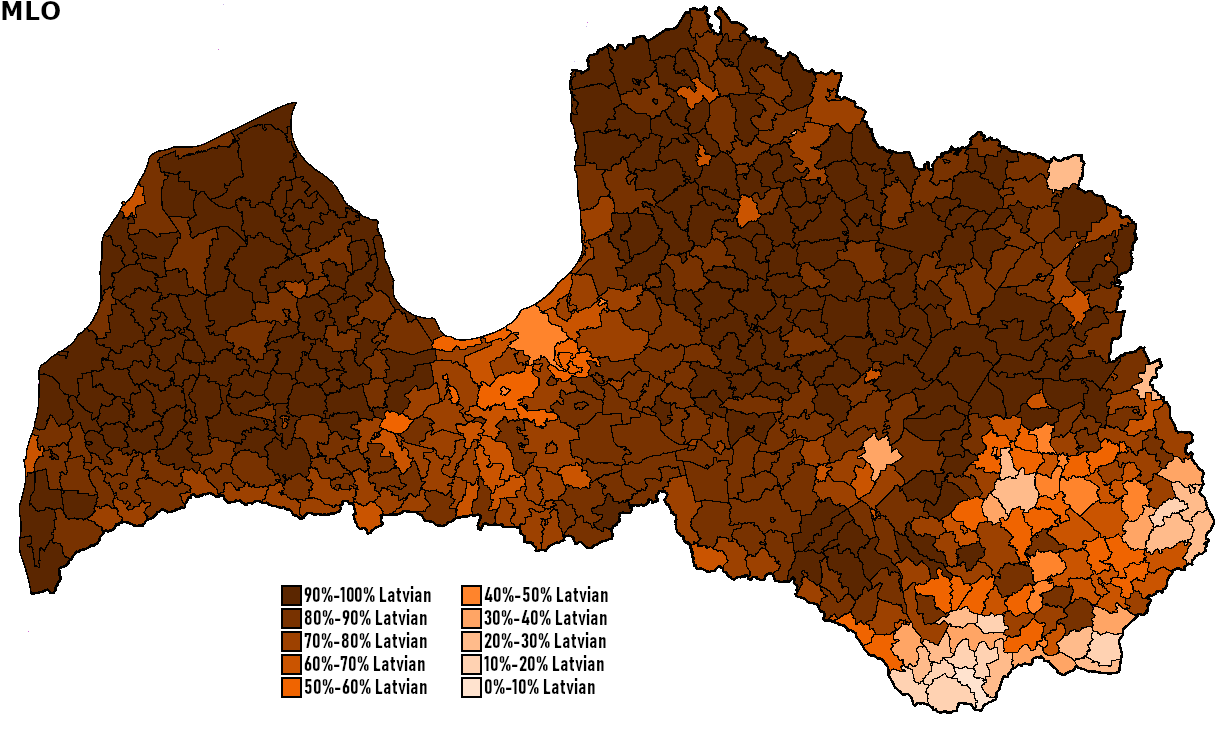
Łotysze na Łotwie w 2024